# Lord Mayor’s Banquet
Das Lord Mayor's Banquet ist ein Einstandsbankett des frischvereidigten Lord Mayor of London zu Ehren seines Amtsvorgängers.
Es findet regelmäßig am Montag nach der Lord Mayor's Show in der Guildhall (London) statt.
Zu den zahlreichen Zeremonien gehört eine Regierungsansprache des Premierministers zu außenpolitischen Themen.
Es handelt sich um eine der herausragenden gesellschaftlichen Veranstaltungen in London, die seit mehr als vier Jahrhunderten in Friedenszeiten jährlich in Guildhall stattfindet. Es wird angenommen, dass der Brauch des Lord Mayor's Banquet nahezu so alt ist, wie das Amt des Lord Mayor of London selbst. Ende des 15. Jahrhunderts wurde die Guildhall um Küchen ergänzt.
1501 war es Sir John Shaa der als erster dort sein Festmahl ausgab.
Bereits 1529 waren der Lord Chancellor und viele seiner Kollegen unter den Gästen, und die Tradition der jährlichen Bankette war bereits 1580 fest etabliert, als der Privy Council nach dem Grund des Festes fragte.
In der langen Traditionen hat sich etabliert, dass die Lord Mayors of London und die Sheriffs die Gastgeber sind.
Zu den über 700 Gästen gehören: die Regierung, Vertreter des Commonwealth und anderer Staaten, Führer der Kirche, des Handels, der Streitkräfte des Vereinigten Königreichs sowie Richter in ihren Amtstrachten.
Die Gäste werden mit Posaunen vorgestellt und der Lord Mayor of London begrüßt sie.
Wenn alle Gäste begrüßt sind, und ihren Platz gefunden haben, stellen sie sich zu einer feierlichen Polonaise (Tanz) bei langsamer Marschmusik aus der ersten Szene des Publio Cornelio Scipione auf. Trompeter in mittelalterlichen Kostümen übernehmen die Führung, gefolgt von City Marshall und vom Beichtvater des Bürgermeisters, der einen Hut und eine Robe mit langer Schleppe trägt; dann der Premierminister des Vereinigten Königreichs mit dem Schwertträger zur Rechten und dahinter die Gattin des Premierministers und die Frau des Lord Mayor of London. Die Prozession führt durch die Bildergalerie der Guildhall, dreht eine Runde im Bankettsaal, bis die Teilnehmer wieder an ihren Plätzen an der Dinnertafel angekommen sind.

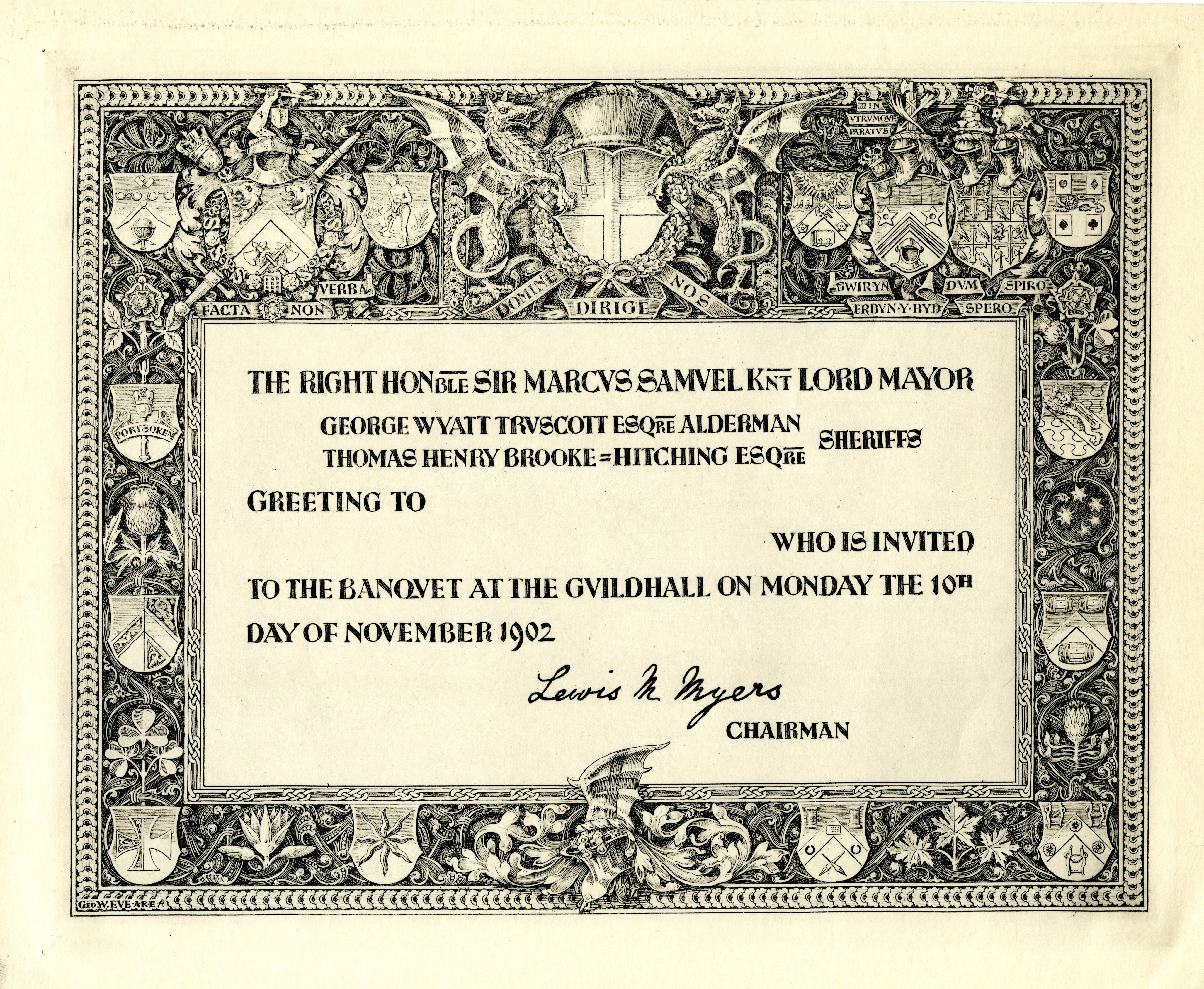
Einladung zur Lord Mayor's Banquet von Marcus Samuel, 1. Viscount Bearsted.